# Conjunció Republicano-Socialista
La Conjunció Republicano-Socialista va ser un pacte electoral elaborat pels partits republicans i el Partit Socialista Obrer Espanyol, liderat per Pablo Iglesias, abans de la dictadura de Primo de Rivera. Una coalició similar es va presentar a l'eleccions municipals d'abril de 1931 i en moltes de les circumscripcions per a les eleccions a Corts Constituents de la República.

## Abans de la dictadura de Primo de Rivera
Aquest pacte es va realitzar com resposta dels partits antidinástics (republicans i socialista) als fets de la Setmana Tràgica de Barcelona de 1909. En les primeres eleccions a les quals va concórrer la Conjunció, la suma de republicans i socialistes fou de 37 escons. Pablo Iglesias fou el primer socialista representat a les Corts Espanyoles en representació del moviment obrer. A les següents eleccions la minoria republicà-socialista es mantindria més o menys estable amb lleugeres variacions, amb la dificultat afegida del caciquil sistema electoral de la Restauració, que manipulava les eleccions a benefici dels dos partits dinàstics (Partit Liberal i Partit Conservador). Per exemple, els resultats del PSOE entre 1910 i 1923 van ser els següents:
| Any  | Vots    | Diputat(s) |
| ---- | ------- | ---------- |
| 1910 | 40.899  | 1          |
| 1914 | 40.266  | 1          |
| 1916 | 17.832  | 1          |
| 1918 | 138.925 | 6          |
| 1919 | 194.317 | 6          |
| 1920 | 32.105  | 4          |
| 1923 | 37.047  | 7          |

## Eleccions de 1931
Després de la caiguda de la Dictadura de Primo de Rivera en 1930, i amb la convocatòria d'eleccions municipals el 12 d'abril de 1931, l'oposició antimonàrquica s'uneix en el Pacte de Sant Sebastià. Socialistes, republicans, nacionalistes i antics membres dels partits dinàstics signen el pacte en el qual es comprometen a promoure la proclamació de la República. El resultat per a la Conjunció li atorguen 26.563 regidors, la gran majoria en els nuclis urbans, enfront de 40.275 regidors monàrquics, majoritaris en les zones rurals, fàcilment manipulades pels cacics locals. Les candidatures triomfen en 41 capitals de província i ràpidament es proclama la República arreu del territori espanyol.
A les eleccions de Corts Constituents de la República, les forces de la Conjunció copen bona part dels escons. (PSOE: 114 escons; Partit Republicà Radical: 89 escons; Partit Republicà Radical Socialista: 55 escons; republicans centristes: 50 escons; Esquerra Republicana de Catalunya: 36 escons; Acció Republicana: 30 escons; Organització Republicana Gallega Autònoma: 19 escons). Els partits de la Conjunció van governar la República en el Bienni Progressista de 1931–1933 fins que els seus disensions internes van provocar la convocatòria d'eleccions i la fi de la Conjunció Republicà-Socialista.

### Aliança d'Esquerres Antidinàstica
A la ciutat de València la conjunció va rebre el nom d'Aliança d'Esquerres Antidinàstica i va ser una candidatura gairebé més republicana que socialista, amb només tres candidats socialistas i 21 del PURA. També formaven part d'aquesta candidatura la DLR (5 candidats), l'AVR (2 candidats) i el PRLD (1 candidat).